# Айтаска (озеро)
Айта́ска, также встречается написание Итаска (англ. Lake Itasca) — небольшое ледниковое озеро в США. Расположено в округе Клируотер на северо-западе штата Миннесота, на территории парка штата Айтаска. Имеет площадь 4,4 км² и глубину 12 метров, находится на высоте 450 м над уровнем моря.
Озеро образовано около 10 тыс. лет назад отступающим ледником. Примерно 50 % питания озера — родниковое, также в озеро впадает Николетт-крик. Озеро Айтаска считается истоком Миссисипи, крупнейшей реки североамериканского континента. Чтобы преодолеть 3766 км до Мексиканского залива капле воды требуется около 90 дней.
На языке оджибве озеро называлось Omashkoozo-zaaga’igan («Лосиное озеро»), на французском — Lac la Biche.

## История
Первым белым человеком, посетившим озеро, предположительно был торговец мехом Вильям Моррисон в 1803—1804 гг. Озеро изучалось в 1832 году исследователем и этнологом Генри Роу Скулкрафтом, который и предложил современное название. Интересно, что слово «Itasca» он составил из латинских слов veritas («истина») и caput («голова»), поставив точку в поисках истока великой реки Миссисипи.
В 1891 году Джейкоб Броуер, президент Исторического общества Миннесоты, с целью предотвращения лесозаготовок на приозёрной территории добился для местности статуса парка штата.

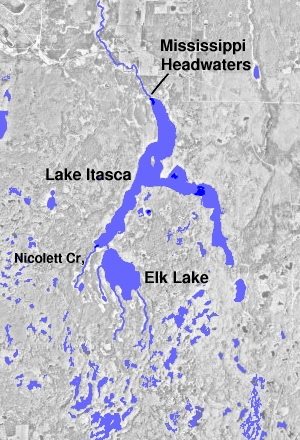
Карта озера Айтаска и истока Миссисипи
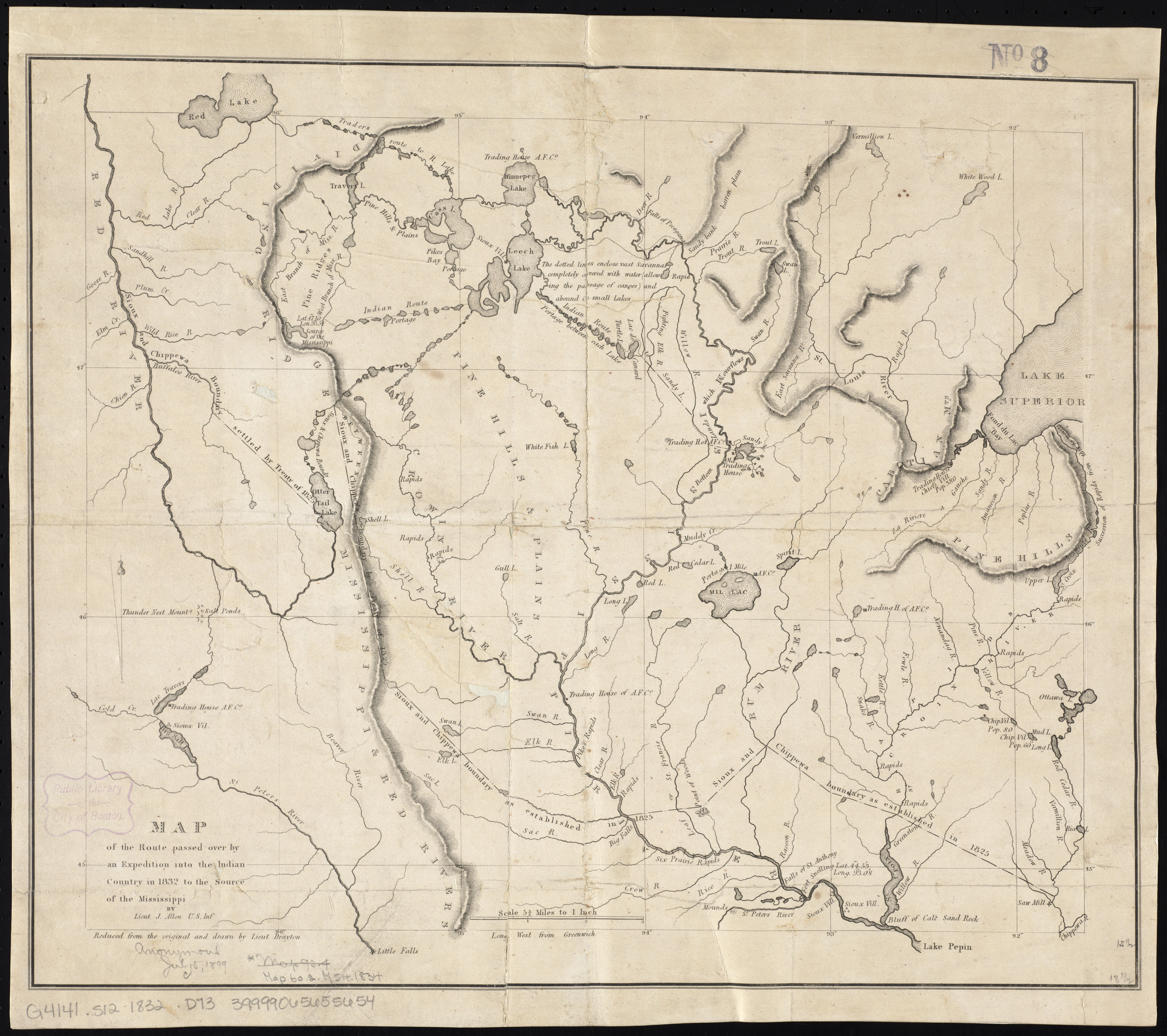
Карта верховий Миссисипи экспедиции 1832 года
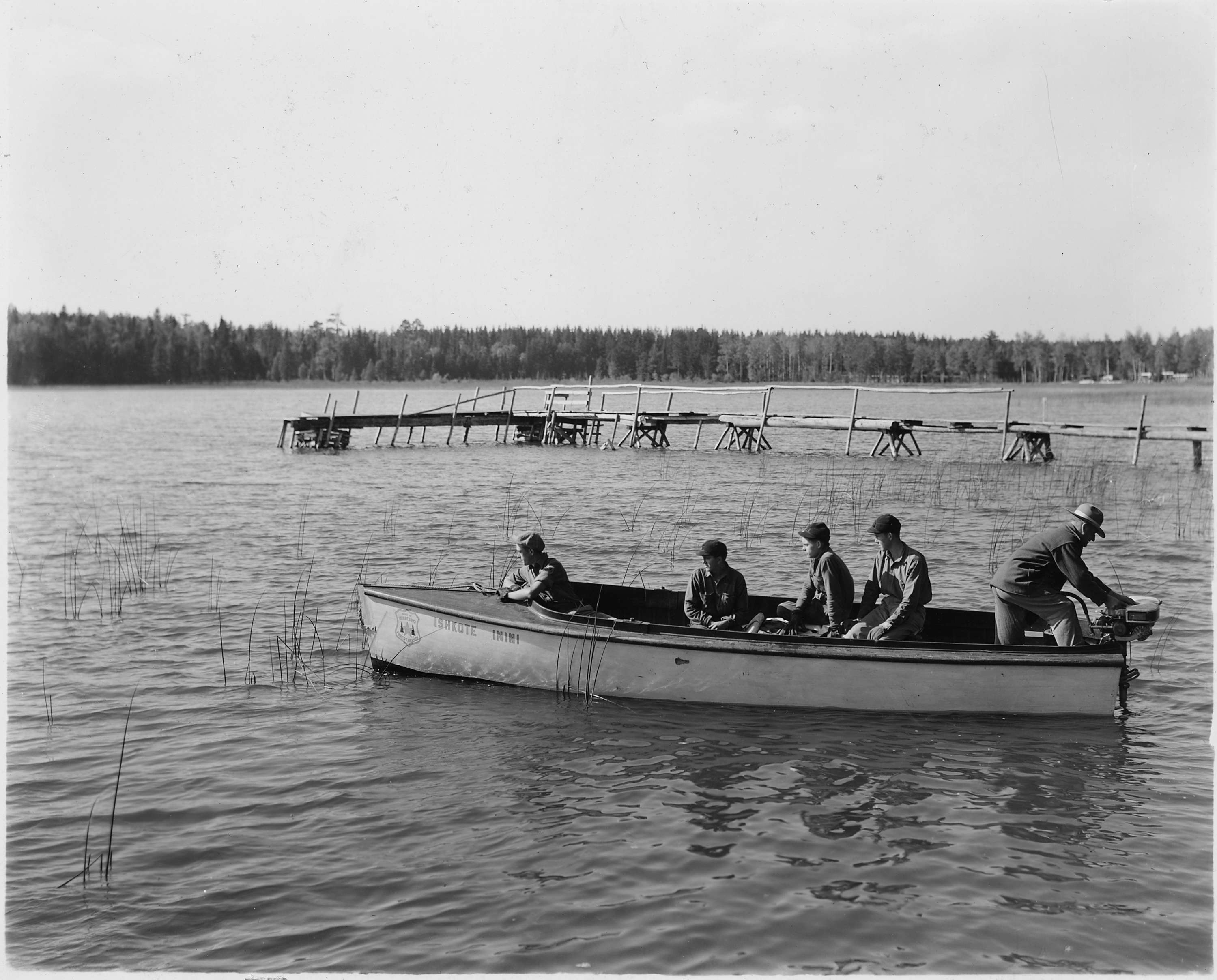
Лодка пожарной охраны на озере, ок. 1940 года.

## Флора и фауна
Берега озера Айтаска известны старыми красными и белыми соснами. Также произрастают дубы, клёны, липы, и лиственницы. Имеются 28 видов орхидных, включая редкий башмачок бараноголовый. Широко распространён башмачок королевы, который является цветком штата Миннесоты. Прямо у воды растёт дикий рис, который у озера Айтаска могут собирать только коренные американцы для религиозного использования.
Представители фауны района озера состоят из 52 видов млекопитающих, 18 видов амфибий и рептилий и 49 видов рыб. Более чем 170 видов птиц гнездятся на озере сезонно или круглогодично. Из наиболее известных видов — гагары, цапли, совы, орлы, скопы, хохлатая желна. К началу XX века трапперы практически уничтожили популяцию бобров на Айтаске. Джон Линд, бывший губернатором Миннесоты в 1899—1901 годах, распорядился прислать 4 бобров из Канады; к 1921 году на территории парка жило почти 1 тыс. бобров.